# Lingua Aegyptiaca Restituta

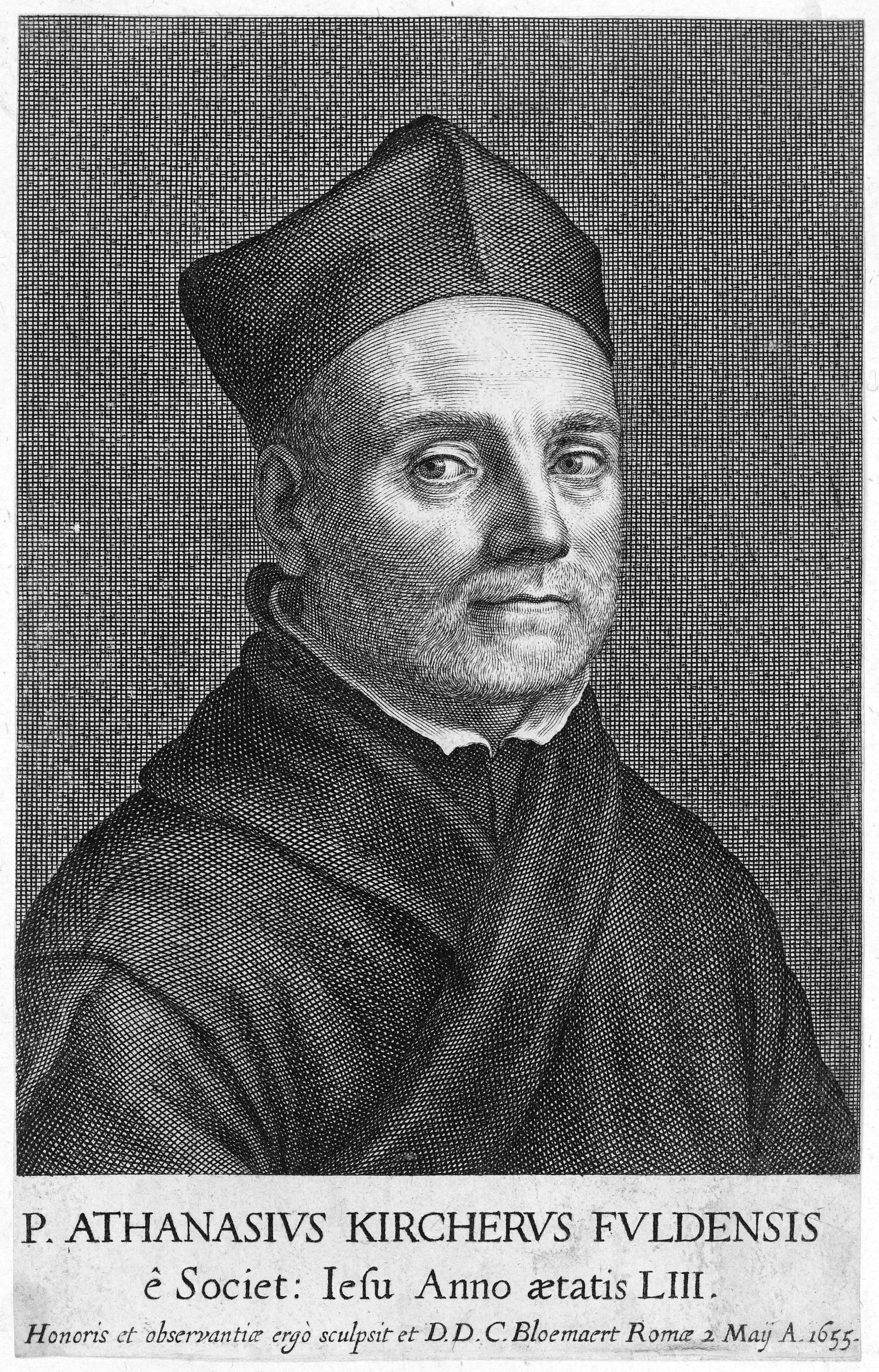
Афанасій Кірхер

Lingua Aegyptiaca Restituta (Відновлена єгипетська мова) — робота 1643 року про коптську мову вченого-єзуїта Атанасія Кірхера. Вона слідує за його томом 1636 року Prodromus Coptus sive Aegyptiacus («Предтеча коптської або єгипетської»), першої в історії опублікованої граматики коптської мови.:4«Lingua Aegyptiaca Restituta» була присвячена імператору Священної Римської імперії Фердинанду III і опублікована в Римі Германом Шойсом.

## Розвиток і сприймання
Основою роботи були рукописи, що містять арабсько-коптський словник, який він отримав від П'єтро делла Валле.:75 Спочатку Делла Валле передав ці рукописи францисканцю на ім'я Томассо Обічіні для редагування та публікації. Коли Обічіні помер, Делла Валле передав матеріал Кірхеру, який не віддав жодному з них пошани у розділі подяки,:532 але насправді твір був перекладом глосаріїв, що містяться в цих рукописах. У той же час Кірхер використав нову книгу як можливість включити великі зміни до Prodromus Coptus — різні вчені вказували на помилки в його попередніх роботах. З іншого боку, «Lingua Aegyptiaca Restituta» вважалася авторитетною науковою працею протягом багатьох років — аж у 1775 році її частини були включені до «Aegyptiaco-Latinum» Шольца та Воіда.:79

## Примітний вміст
Lingua Aegyptiaca Restituta містила нотацію для коптського гімну, який Кірхер стверджував, що записав з «уст мого коптського писаря», особа якого невідома. Проте цей гімн не зустрічається ніде в сучасній коптській літургії, і деякі вчені описують його як «західний церковний гімн». Не дивлячись на ці міркування, твір залишається найдавнішою відомою західною транскрипцією коптської музики.
Праця також містила таблиці коптських і арабських назв знаків зодіаку і 28 наборів зірок рівнодення-екліптики. Однак незрозуміло, чи арабські назви походять від попередніх коптських форм, чи самі коптські терміни були запозичені з арабської. Кірхер стверджував, що давньоєгипетські назви, збережені в коптській мові, лягли в основу вавилонських і індійських назв тих самих зірок рівнодення-екліптики.

## Зв'язок з іншими творами
У передмові також повідомлялося, що, завершивши вивчення коптської мови, він має намір опублікувати всеосяжну працю про мову стародавнього Єгипту, його «Едіп Егіпетський». Насправді, перш ніж він приступив до цієї великої роботи, він підготував менший том єгиптологічного аналізу, його Обеліск Памфілій (1650).